# Bayerischer Rundfunk

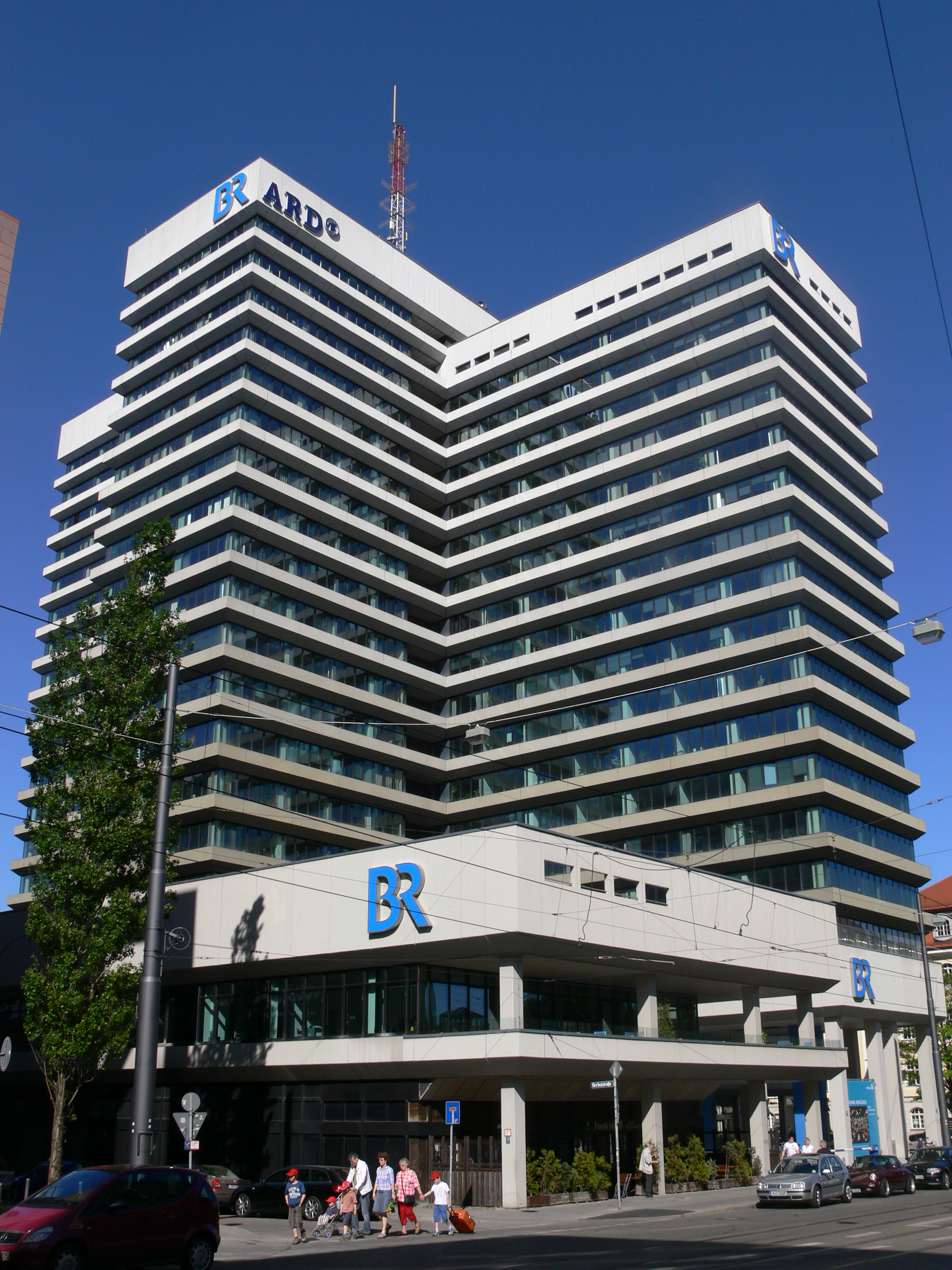
Bayerischer Rundfunks huvudkontor i München.

Bayerischer Rundfunk (BR) är ett radio- och TV-bolag i Bayern med huvudkontor i München som är medlem i ARD.
BR sänder bland annat programmen Frankenschau och Wir in Bayern.